# Firby (schip, 1926)
De Firby was een Britse stoomvrachtschip van 4.869 ton. Ze was een van de eerste schepen die getorpedeerd werden in het begin van de Tweede Wereldoorlog door de Duitse U-boot van commandant Herbert Schultze.

## Geschiedenis
De Firby werd in 1926 gebouwd door de scheepswerf van W. Gray & Co Ltd, West Hartlepool. De eigenaar was Sir R. Ropner & Co Ltd, West Hartlepool met aldaar haar thuishaven. Het schip vertrok vanuit Tyne naar Port Churchill, aan de Hudsonbaai, met ballast als vracht, maar is er echter nooit aangekomen. 
Omstreeks 13.35 u op 11 september 1939 werd het ongeëscorteerde stoomschip Firby , met kapitein Thomas Prince als bevelhebber, aangevallen door de U-48 met geschutsvuur van de onderzeeër, op ongeveer 270 zeemijl ten westen van de Hebriden. Na vijf granaattreffers verliet de bemanning het schip en werd het daarna tot zinken gebracht met één torpedo, omstreeks 15.40 u. De kapitein en alle 34 bemanningsleden, waarvan geen doden vielen, werden later opgepikt door de HMS Fearless onder bevel van commandant K. L. Harkness en kwamen in Scapa Flow aan op 12 september.
Na het tot zinken brengen zond Herbert Schultze het volgende radiobericht uit: "CQ-CQ-CQ - aan de heer Winston Churchill. Ik heb het Britse stoomschip "Firby" tot zinken gebracht. Op 59°40' Noord en 12°50' West. Red de bemanning, als u wilt. Duitse onderzeeër !" Het bericht werd onderschept door het Amerikaanse vrachtschip Scanpenn en ontvangen door de Admiraliteit in Rosyth om 18.25 uur.